# Parnassia venusta
Parnassia venusta är en benvedsväxtart som beskrevs av Z.P. Jien. Parnassia venusta ingår i släktet Parnassia och familjen Celastraceae. Inga underarter finns listade.